# Cerdo cumberland
El cerdo Cumberland es una raza extinta de cerdo doméstico que es originaria del norte de Inglaterra. Antaño se utilizaba en la producción de especialidades locales como la salchicha de Cumberland y el jamón de Cumberland. Sin embargo, en 1960 estos cerdos se extinguieron porque la gente dejó de consumirlos al aumentar una demanda de carne menos grasa y al haber cambios en los métodos agrícolas.

## Historia y características
La antigua raza Cumberland surgió seguramente hace varios siglos en los condados históricos de Cumberland y Westmorland, en el noroeste de Inglaterra, y estaba emparentada con el antiguo cerdo blanco de Yorkshire. El Cumberland era un animal blanco y fornido, de orejas colgantes y con una constitución fuerte que le permitía resistir las duras condiciones climáticas del norte de Inglaterra.
En el siglo XIX se hicieron muchos esfuerzos para «mejorar» razas de cerdo: la Cumberland a menudo se cruzó con las razas blancas de Yorkshire, originándose así las razas large white, small white y middle white.  La Cumberland Pig Breeders’ Association (la asociación de criadores de cerdo Cumberland) se creó en 1916, y la raza alcanzó una gran popularidad en la década de 1920. 
Esta raza empezó a perder popularidad a mediados del siglo XX debido a una demanda de carne con menos grasa.  En 1955, el Advisory Committee on the Development of Pig Production in the United Kingdom (comité consultivo sobre el desarrollo de la producción de cerdos en el Reino Unido), presidido por Harold Howitt, presentó un informe en el que se decía que los criadores de cerdos del estado, y para garantizar la estandarización, deberían concentrarse en tres razas: large white, Welsh y Landrace.  Por esta razón, cada vez había menos cerdos Cumberland: en 1954 solo se registraron tres ejemplares.
Se considera que el cerdo Cumberland se extinguió en 1960 con la muerte del último ejemplar en la granja del señor Thirwall Bothel Craggs, en Bothel, un pueblecito al noroeste de Inglaterra.

## Recreación
En 2008, un centro de conservación de animales de Penrith «recreó» el cerdo Cumberland: gracias al análisis de ADN y la reproducción selectiva, nació una cerda que compartía un 99,6 % de ADN con el Cumberland; no obstante, esta cerda resultó ser estéril.
Los granjeros que habían cuidado a los últimos ejemplares de Cumberland estuvieron de acuerdo en que este nuevo cerdo se parecía mucho al original. Se espera que estos nuevos cerdos sean en un futuro buenas materias primas para fabricar los auténticos jamones y salchichas de Cumberland. Sin embargo, pese a que el Rare Breeds Survival Trust admitió que apoyaba el proyecto, declaró firmemente que la nueva raza no sería reconocida como cerdo Cumberland.
Además, la herencia genética del cerdo Cumberland está presente en el middle white y es probable que también en el Chester white estadounidense.